# Valhalla (cráter)
Valhalla es un cráter de impacto multianular situado en Calisto, una de las lunas de Júpiter.

## Características
Su parte central, el interior de la cuenca, con un diámetro medio de 600 km, tiene un albedo elevado, y los cráteres internos no tienen un diámetro superior a los 30 km. Con un diámetro de sus anillos concéntricos más externos de alrededor de 3800 km, se trata de una de las estructuras multianulares más grandes conocidas. Su nomenclatura hace referencia al Valhalla, que —en la mitología nórdica— es el salón de los dioses situado en Asgard.